# Murder in the Private Car
Murder in the Private Car ist ein US-amerikanischer Film aus dem Jahr 1934, der von Metro-Goldwyn-Mayer produziert wurde. Die Hauptrollen spielen Charles Ruggles, Una Merkel und Mary Carlisle. Der Film basiert auf dem 1922 veröffentlichten Theaterstück The Rear Car von Edward E. Rose.

## Handlung
Die Handlung des Films beginnt in Los Angeles. Die Telefonistin Ruth Raymond erfährt von ihrem Anwalt Alden Murray, dass sie die Tochter des Eisenbahn-Tycoons Luke Carson ist. Sie wurde als Baby aus Hass und Eifersucht von Lukes Bruder und Geschäftspartner Elwood entführt und bei Fremden ausgesetzt. Da sie nun die zukünftige Erbin eines großen Vermögens ist und Geld von ihrem Vater erhält kann sie sich einen Chauffeur und einen Leibwächter leisten, die jedoch beide einen Raubmord auf sie planen. Die Tat kann jedoch durch den zufällig vorbeikommenden Godfrey D. Scott vereitelt werden.
Ruth erhält kurz darauf eine Nachricht von ihrem Vater, der sie statt wie ursprünglich geplant in Los Angeles lieber in New York treffen möchte. Hierbei handelt es sich jedoch um eine falsche Nachricht. Gemeinsam mit ihrem Anwalt und ihrer besten Freundin Georgia Latham besteigt Ruth daher einen Zug in Richtung New York. Nachdem in ihrem Schlafabteil das Licht ausfällt und ihr eine unbekannte Stimme damit droht, nur noch acht Stunden zu leben, trifft Ruth wieder auf ihrem Retter Godfrey D. Scott. Dieser stellt sich als verdeckter Ermittler vor, der Verbrechen vereiteln soll.
Nachdem der Zug wegen eines auf den Gleisen stehenden, defekten Zirkuszuges stoppen muss, wird Ruths Anwalt Alden Murray ermordet. Erneut erklingt die unbekannte Stimme, die diesmal den Tod aller Passagiere im Abteil in fünf Stunden verkündet. Ein aus einem der Zirkuswaggons entflohener Gorilla greift Ruth und zwei ihrer Mitreisenden an, ehe der Schaden am Zug repariert ist und die Fahrt fortgesetzt werden kann.
An der nächsten Station steigt Ruths Vater Luke Carson in den Zug ein, der mittlerweile von der falschen Nachricht an seine Tochter erfahren hat. Gemeinsam mit den anderen Gästen begeben sie sich in Ruths privates Abteil, als sämtliche Fenster abgedunkelt werden und erneut die Stimme erklingt. Carson erkennt darin jedoch die Stimme seines Bruders Elwood und stellt ihn zur Rede. Dieser erklärt ihm und den anderen Fahrgästen über Lautsprecher, dass er den Waggon von dem Zug abgekoppelt hat und dieser nun einen Abhang hinab rolle. Außerdem habe er Sprengstoff an der Unterseite befestigt. Der verdeckte Ermittler Scott kann Elwood jedoch rechtzeitig ausfindig machen und töten, ehe der Waggon angehalten werden kann. Am Ende des Films steigen die Passagiere in einen anderen Zug um.

## Sonstiges
Der Film wurde am Rande des Donnerpasses in der nördlichen Sierra Nevada gedreht. Mary Carlisle, verstorben 2018, war die letzte noch lebende Person, die am Film beteiligt war.